# Slag bij al-Ludjdj
De Slag bij al-Ludjdj (geschatte uitspraak: al-luch) of de Slag bij Albacete, gevochten op 5 februari 1146, werd uitgevochten tussen het koninkrijk Castilië en moslims in al-Luŷŷ, een dorp in de buurt van Chinchilla de Montearagón en Albacete (zeker de moderne Lezuza of de moderne Alatoz). Volgens de Castiliaanse bronnen vond de strijd plaats in of naast Albacete.

## De strijd
De strijd werd gevoerd door de moslimkoning Áhmad al-Mustansir Sayf al-Dawla, geroepen door de Zafadola-christenen, tegen de Castiliaanse graven, die de steun had van Abdallah ath-Thagri, heer van Cuenca, gestuurd door Alfons VII van León en Castilië om de rebellen van Bayyasa, Úbbadat en Ŷayyán te onderwerpen, die weigerden het eerbetoon te betalen aan Zafadola, vazal van de Leonese koning. Toen de rebellen verloren waren, legden ze zich voor aan Zafadola in ruil voor het verdedigen van hen tegen de graven, die weigerden hun expeditie te stoppen, en Zafadola moest tegen hen vechten, verslagen en gevangen genomen door de christenen. Hij leidde naar het christelijke kamp Los Pardos en werd gedood door enkele soldaten, met groot verdriet van dezelfde graven en koning Alfonso; samen met hem stierf zijn bondgenoot, de gouverneur van Valencia Abdallah ibn Sa`d ibn Mardanís, later bekend als Sahib al-Basit.